# عید قربان
عید قُربان (به عربی: عید الأضحی) یکی از عیدهای اسلامی است که هر ساله در سراسر جهان برگزار می‌شود. این روز، عیدِ ابراز تمایل ابراهیم برای قربانی‌کردن پسرش اسماعیل را به عنوان عملی پیروی‌شده از فرمان خدا ارج می‌نهد. (ادیان یهودیت و مسیحیت بر این باورند که طبق پیدایش ۲۲: ۲، ابراهیم پسرش اسحاق را برای قربانی برد)

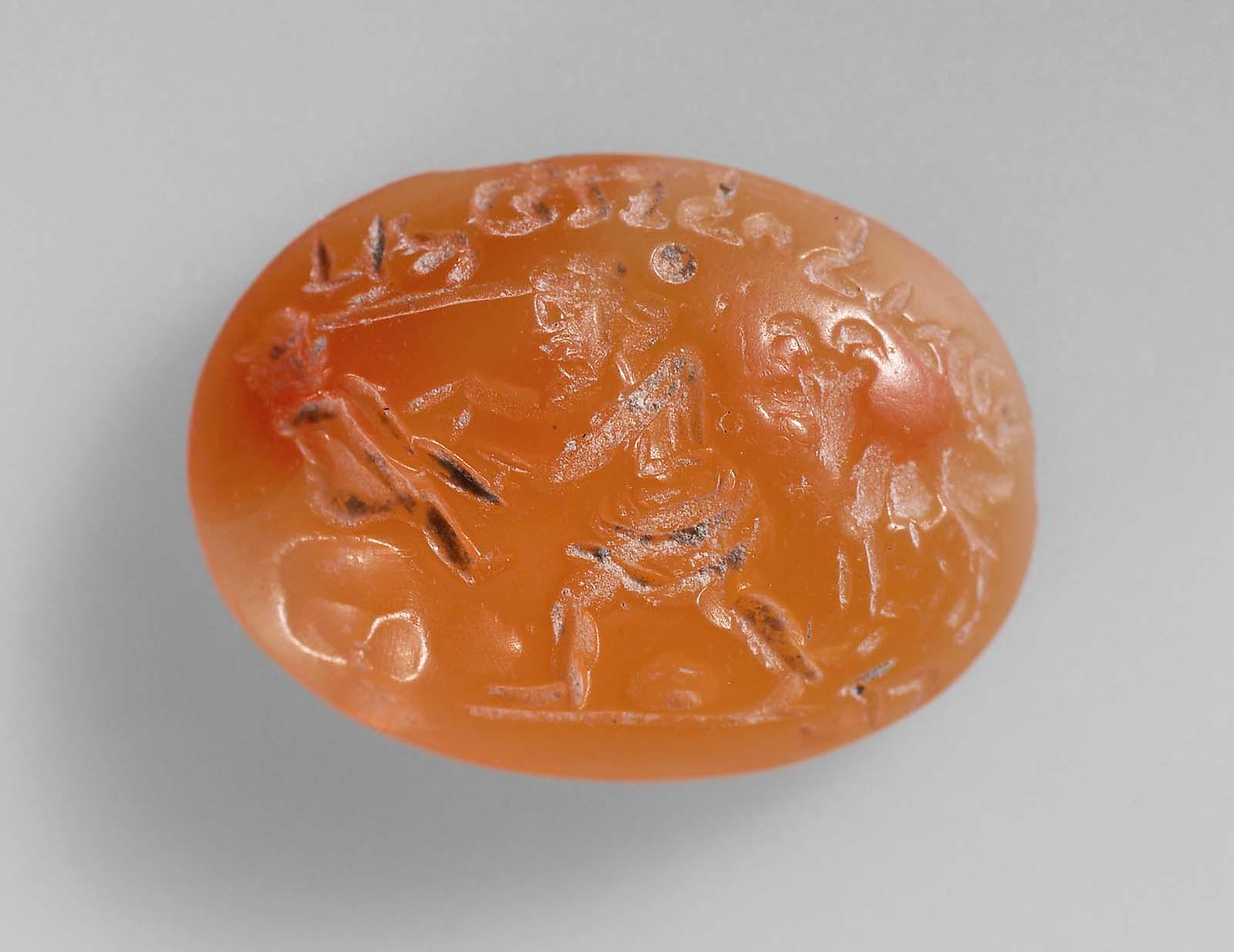
ذبح اسحاق بر مُهری ساسانی و جمله‌ای به فارسی میانه در بالایش

با این حال، قبل از اینکه ابراهیم پسرش را قربانی کند، خداوند بره‌ای فراهم کرد تا به جای آن قربانی شود. به یادبود این مداخله خدا، حیوانات به‌طور آیینی قربانی می‌شوند. یک سوم گوشت آن‌ها توسط خانواده قربانی‌کننده مصرف می‌شود، در حالی که بقیه آن بین فقرا و نیازمندان توزیع می‌شود. شیرینی و هدیه اهدا می‌شود و خانواده بزرگ معمولاً مورد بازدید و استقبال قرار می‌گیرند.
در تقویم قمری اسلامی، عید قربان در روز دهم ماه ذیحجه قرار می‌گیرد و چهار روز ادامه دارد. در تقویم بین‌المللی (میلادی) تاریخ‌ها از سال به سال دیگر متفاوت است و تقریباً ۱۱ روز زودتر از هر سال تغییر می‌کند.
عید قربان در کشورهای اسلامی، تعطیل رسمی است و مسلمانان در این روز جشن می‌گیرند.

## انتقادات

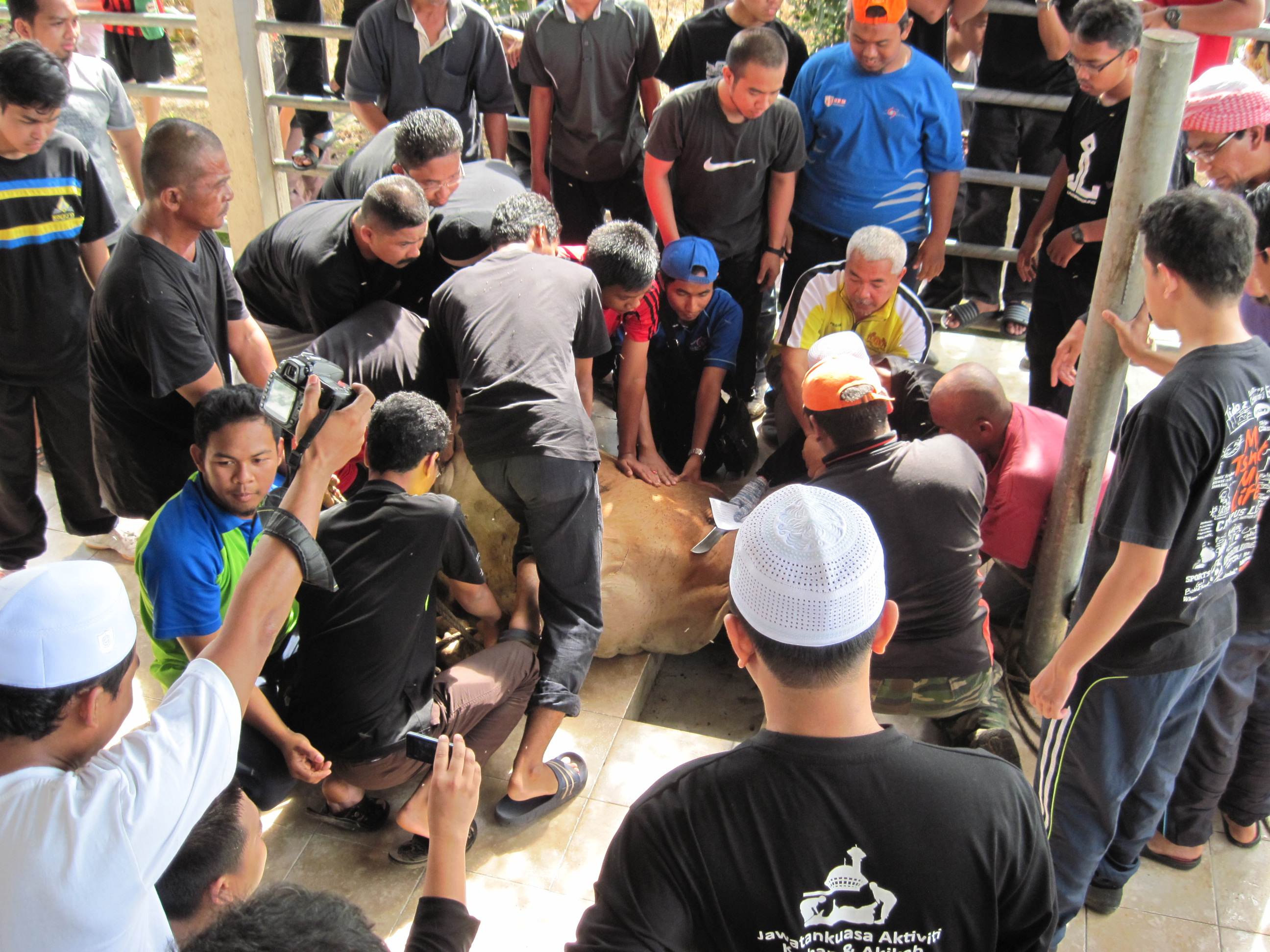

علی‌رغم اینکه این یک سنت دیرینه در جهان اسلام است، عید قربان موجب خشم فعالان حقوق حیوانات می‌شود که این کار را رفتار وحشیانه با حیوانات، تعبیر می‌کنند. فقط در پاکستان نزدیک به ده میلیون حیوان در روزهای عید قربانی می‌شوند که بیش از ۲ میلیارد دلار هزینه دارد.

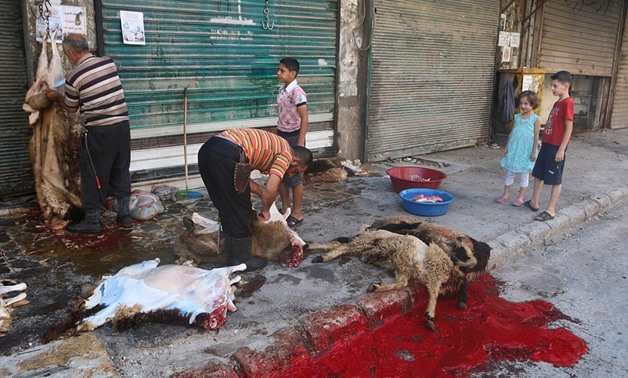
ذبح حیوانات در روز عید قربان در مکان عمومی و تماشای کودکان

برخی ریشه عید قربان را به عنوان عملی خرافی در اعتقادات گذشته که برای خشنودی بت‌ها و خدایانشان بود، عنوان کرده‌اند.
ذبح حیوان در جهان اسلام، به شکل زجرکش کردن حیوان صورت می‌گیرد.
PETA، بزرگ‌ترین سازمان حقوق حیوانات در جهان، استدلال می‌کند: «راه‌هایی که گاو، گوسفند، بز و سایر حیوانات برای پرورش، جابجایی، حمل و کشتار برای غذا تهیه می‌شوند، ذاتاً بی رحمانه است.»

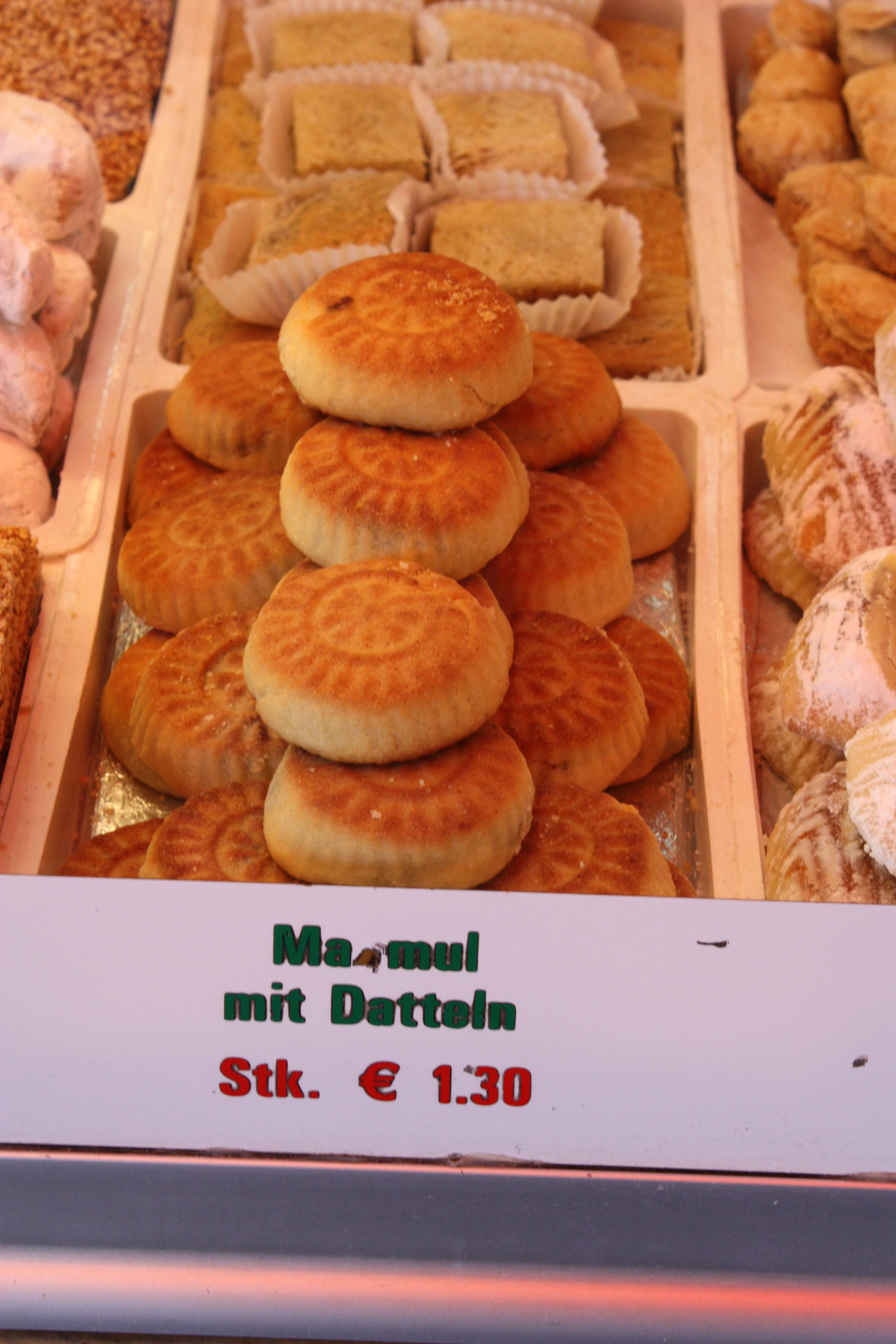
شیرینی‌هایی با نامِ «معمول»، شیرینی‌های مخصوصی که به‌طور ویژه در روز جشن عید قربان پخته می‌شود.

## ریشه لغوی
عید اضحی از ضحیٰ (پیش از ظهر) یا از ضحّیٰ (قربانی) مشتق شده است.

## در طول تاریخ
شمس‌الدین مقدسی می‌گوید: جشن عید اضحی در سیسیل و روز عرفه در شیراز در سراسر جهان سده دهم میلادی/ چهارم هجری همانند نداشت.

## مراسم عید
برگزار کردن مراسم قربانی و قربانی نمودن در این عید بر همهٔ افرادی که براساس فقه اسلامی اعمال حج را به‌جا می‌آورند واجب و الزامی است و مسلمانان در سراسر جهان در عبادت حج، در این روز، گوسفند، قوچ، گاو یا شتری را قربانی کرده و گوشت آن را بین همسایگان و مستمندان تقسیم می‌کنند.
حاجیان در این روز پس از به پایان رساندن مناسک حج، حیوانی را ذبح می‌کنند و پس از قربانی آنچه بر آنان در حال احرام، حرام شده بود — مانند نگاه کردن در آینه، گرفتن ناخن و شانه زدن مو — مجدد حلال می‌گردد و با توجه به اینکه حج، یکی از عبادت‌های بسیار مهم در اسلام است، توانایی به انجام رساندن آن نیز برای هر مسلمانی بسیار شادی‌آور است؛ در نتیجه، روزی که پس از انجام وظایف حج، به‌عنوان جایزهٔ الهی و اتمام احرام پیش می‌آید را عید می‌دانند.
همچنین در روایت‌های مکرری نقل شده که در روز عید قربان، قربانی کنید تا گرسنگان و بیچارگان نیز به خوراک برسند؛ و این عمل در میان مسلمان‌ها از دیر زمان، اتحاد به میان آورده است.

### اسلام

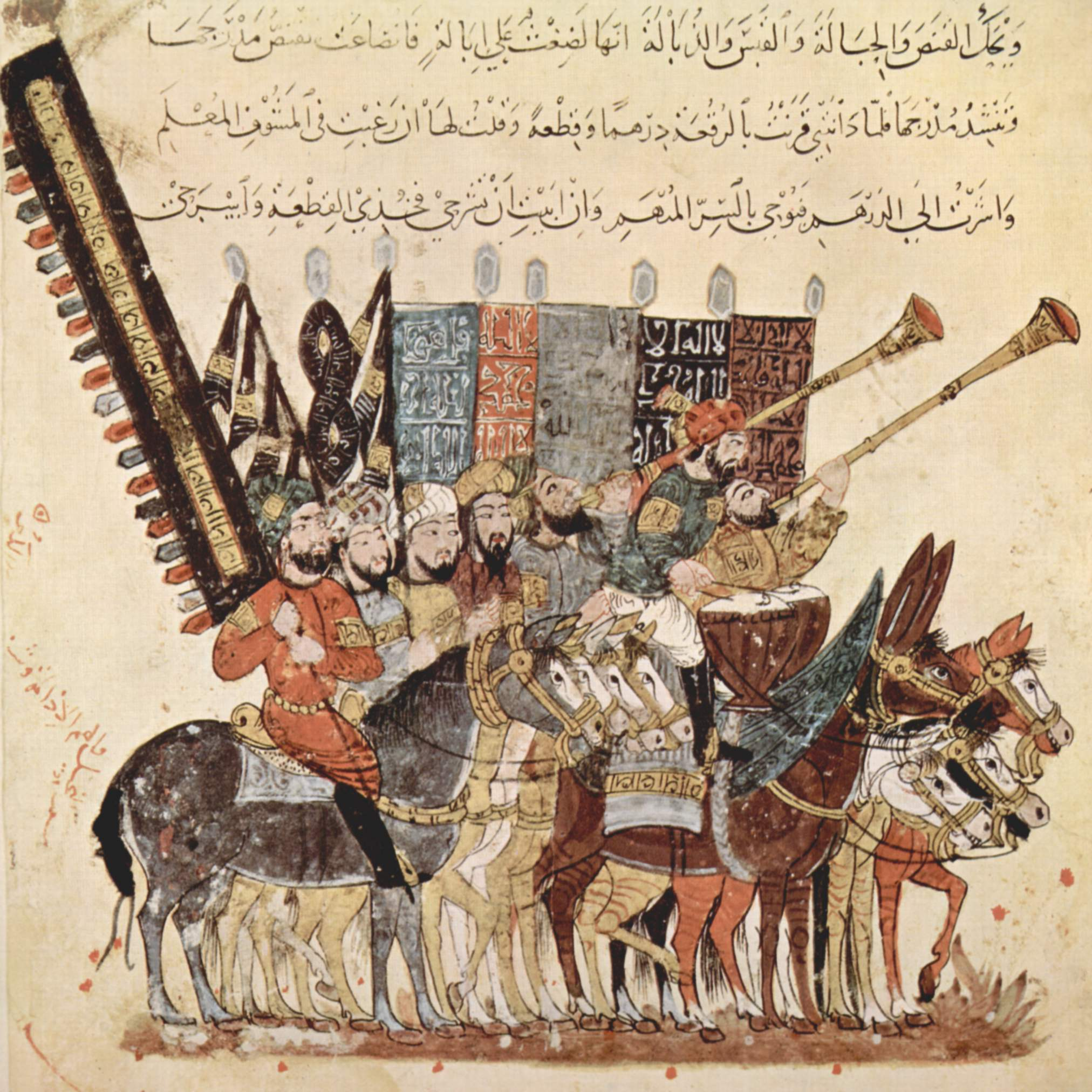
صفحه‌ای از مقامات یحیی بن محمود واسطی؛ جشن عید قربان

در روایات مختلف دین اسلام آمده است که ابراهیم پیامبر در سن بالا دارای فرزندی شد که او را اسماعیل نام نهاد و برایش بسیار عزیز و گرامی بود. اما مدت‌ها بعد، هنگامی که اسماعیل به سنین نوجوانی رسیده بود، فرمان الهی چندین بار در خواب به ابراهیم نازل شد و بدون ذکر هیچ دلیلی به او دستور داده شد تا اسماعیل را قربانی کند. او پس از کش‌مکش‌های فراوان درونی، در نهایت با موافقت خالصانهٔ فرزندش، به محل مورد نظر می‌روند و ابراهیم آماده سر بریدن فرزند محبوب خود می‌شود. اما به هنگام انجام قربانی اسماعیل، خداوند، که او را سربلند در امتحان می‌یابد، گوسفندی را برای انجام ذبح به نزد ابراهیم می‌فرستد. این ایثار و عشق پیامبر به انجام فرمان خدا، فریضه‌ای برای حجاج می‌گردد تا در این روز قربانی کنند و از این طریق برای یتیمان و تهی‌دستان خوراکی فراهم سازند. در این روز همچنین مستحب است که نماز عید قربان برپا گردد. نماز عید قربان باید در فاصلهٔ زمانی طلوع آفتاب روز عید تا ظهر خوانده شود و شامل دو رکعت است.

## در قرآن
در این روز ابراهیم نبی از آزمایش قربانی کردن پسر خود اسماعیل موفق بیرون آمد. در قرآن از این ماجرا یاد شده است:
فَلَمَّا أَسْلَمَا وَتَلَّهُ لِلْجَبِینِ (۱۰۳)
وَنَادَیْنَاهُ أَن یَا إِبْرَاهِیمُ (۱۰۴)
قَدْ صَدَّقْتَ الرُّؤْیَا إِنَّا کَذٰلِکَ نَجْزِی الْمُحْسِنِینَ (۱۰۵).
ای ابراهیم خوب وظیفه‌ات را انجام دادی و…؛ پس از سربلندی ابراهیم نبی و تصمیم جدی او برای قربانی کردن پسر و اقدام به عمل برای انجام این کار، خداوند قوچی را برای قربانی کردن آن به‌جای پسرش فرستاد و این‌گونه سنت قربانی کردن به‌وجود آمد.

## اعمال عید قربان در اسلام
- نماز عید قربان
- غسل روز عید قربان
- دعای ندبه و دعاهای وارده
- قربانی کردن
- تکبیرات خاصه[۲۰]

### روزه در عید قربان حرام است
روزه گرفتن در روز عید قربان مانند روز عید فطر حرام است.

## در هند
عید قربان در هندوستان با نام «بکری عید» شناخته می‌شود. مسلمانان در هند معمولاً بز را قربانی می‌کنند. بکری در زبان اردو به بز گفته می‌شود به همین دلیل است که در اردو (زبان مسلمانان هند و پاکستان) به‌عنوان بخر (Bakhr) یا بکری (bakri) عید شناخته می‌شود. این عید در اسلام برای جشن گرفتن ایمان محکم برای جانسپاری است. همانند دیگر مسلمانان در هند نیز، گوشت قربانی پس از مراسم در میان دوستان و اعضای خانواده توزیع می‌گردد؛ خوراک‌های مخصوص و شیرینی به مناسبت عید آماده می‌شود. مسلمانان هند در روز عید لباس‌های جدید می‌پوشند، نماز می‌خوانند، و به دیدار یکدیگر برای تبادل سلام و تبریک می‌روند. بر اساس باورهای دینی، مبادله و توزیع گوشت حیوانات قربانی شده به عنوان برکت در نظر گرفته شده است؛ و بنابراین مسلمانان پس از نماز، به دوستان، همسایگان، بستگان و افراد فقیر گوشت قربانی می‌دهند. با این حال، خانواده بخش کوچکی از گوشت را برای خود به عنوان تبرک نگه می‌دارد. تبریک به یک‌دیگر با گرم‌ترین آرزوها و آماده کردن غذاهای ویژهٔ سنتی به‌عنوان بخشی از این جشن در هند در نظر گرفته شده است. در این کشور، همانند کشورهای اسلامی دیگر، تمامی اداره‌های دولتی ملی، ایالتی و محلی، اداره‌های پُستی و بانک‌ها در عید قربان بسته هستند. فروشگاه‌های اسلامی و کسب و کارها و دیگر سازمان‌ها ممکن است بسته بوده یا ساعت‌های کارشان را کاهش دهند. کسانی که مایل به استفاده از حمل و نقل عمومی در این روز هستند، ممکن است برای آگاهی از جدول زمانی، نیاز به تماس با مقامات حمل و نقل محلی داشته باشند.

## نگارخانه

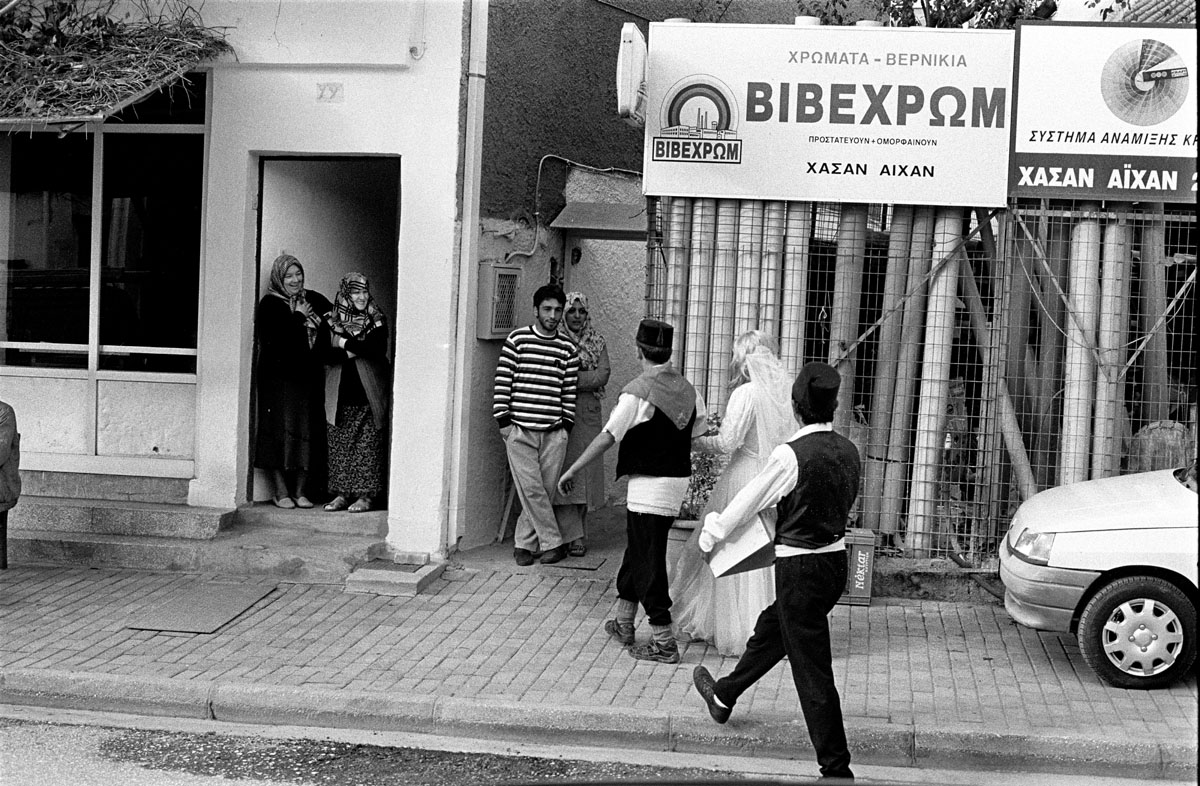
عید قربان در یونان
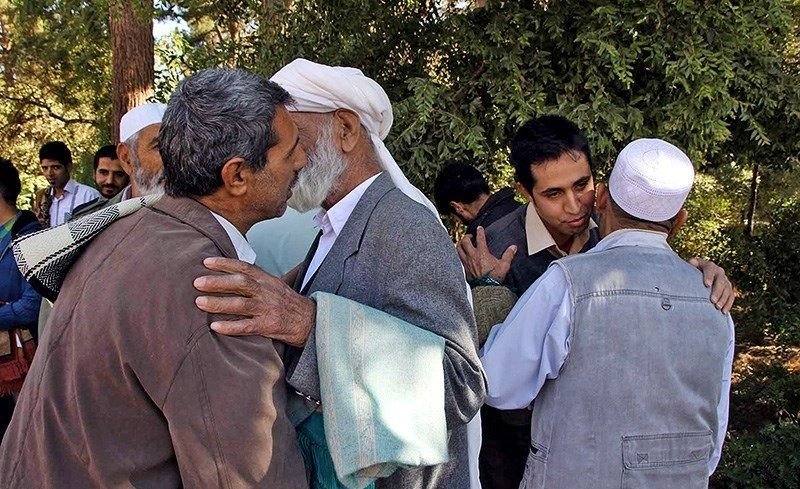
در تربت‌جام
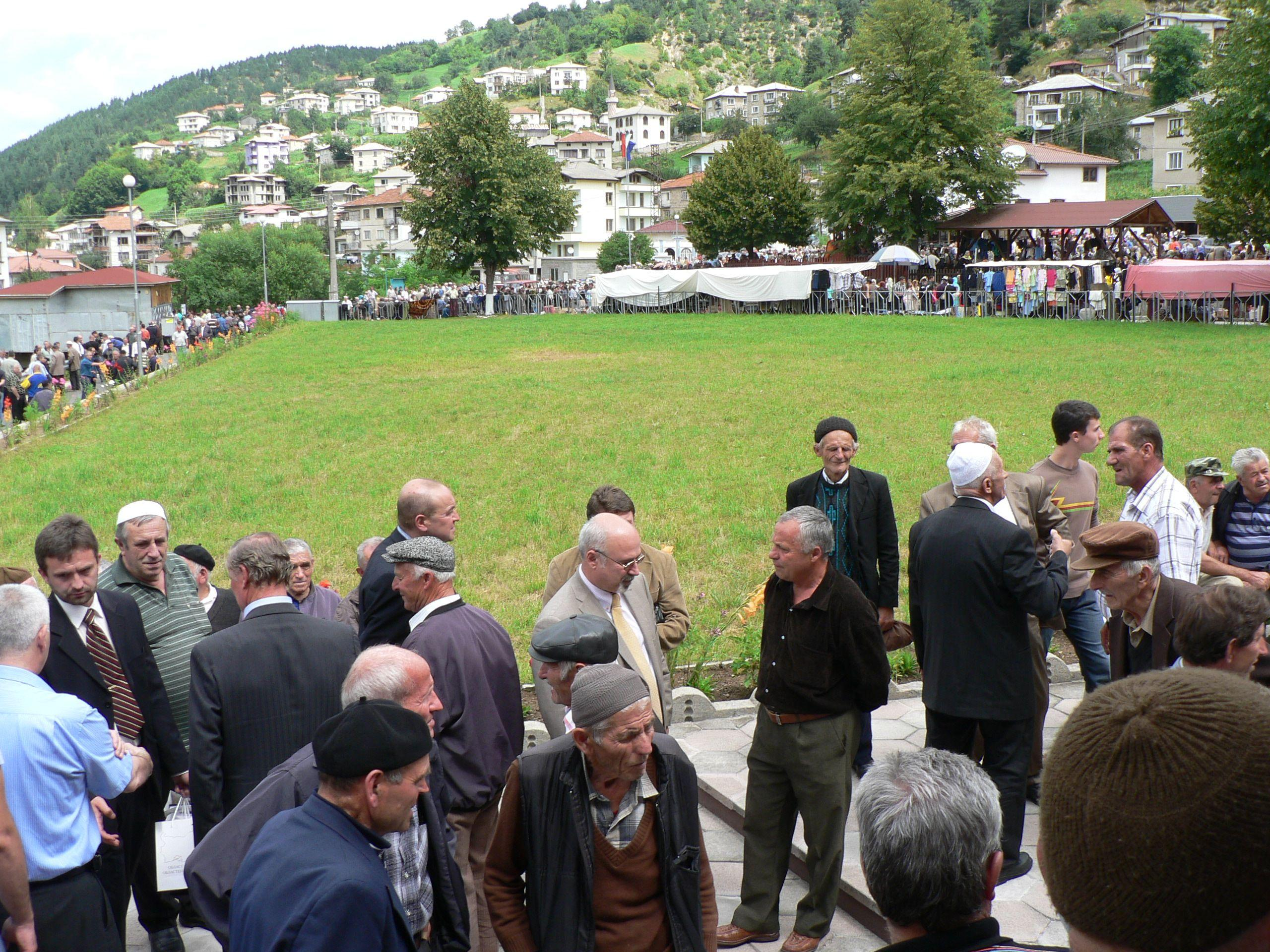
در بلغارستان

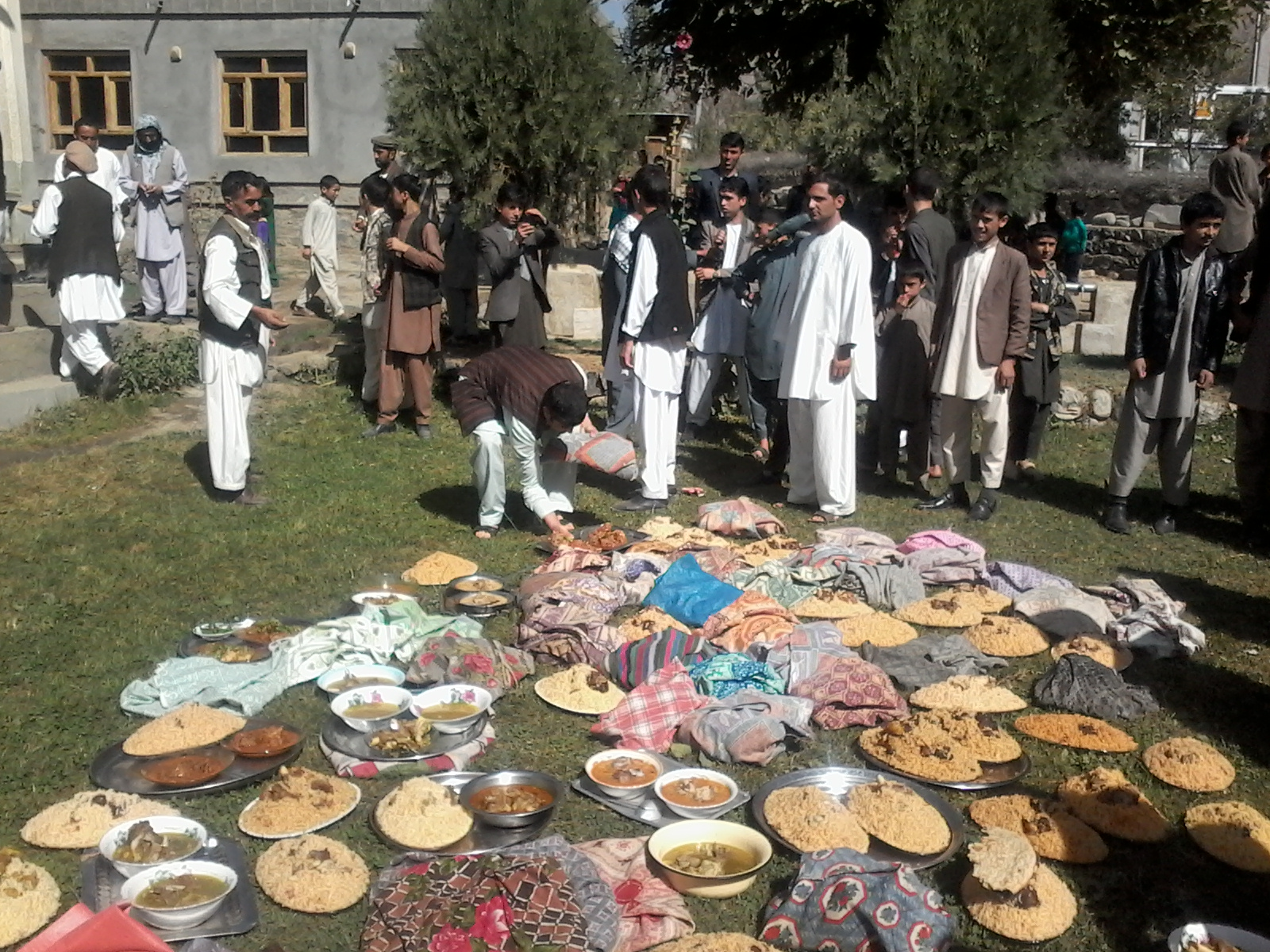
در افغانستان
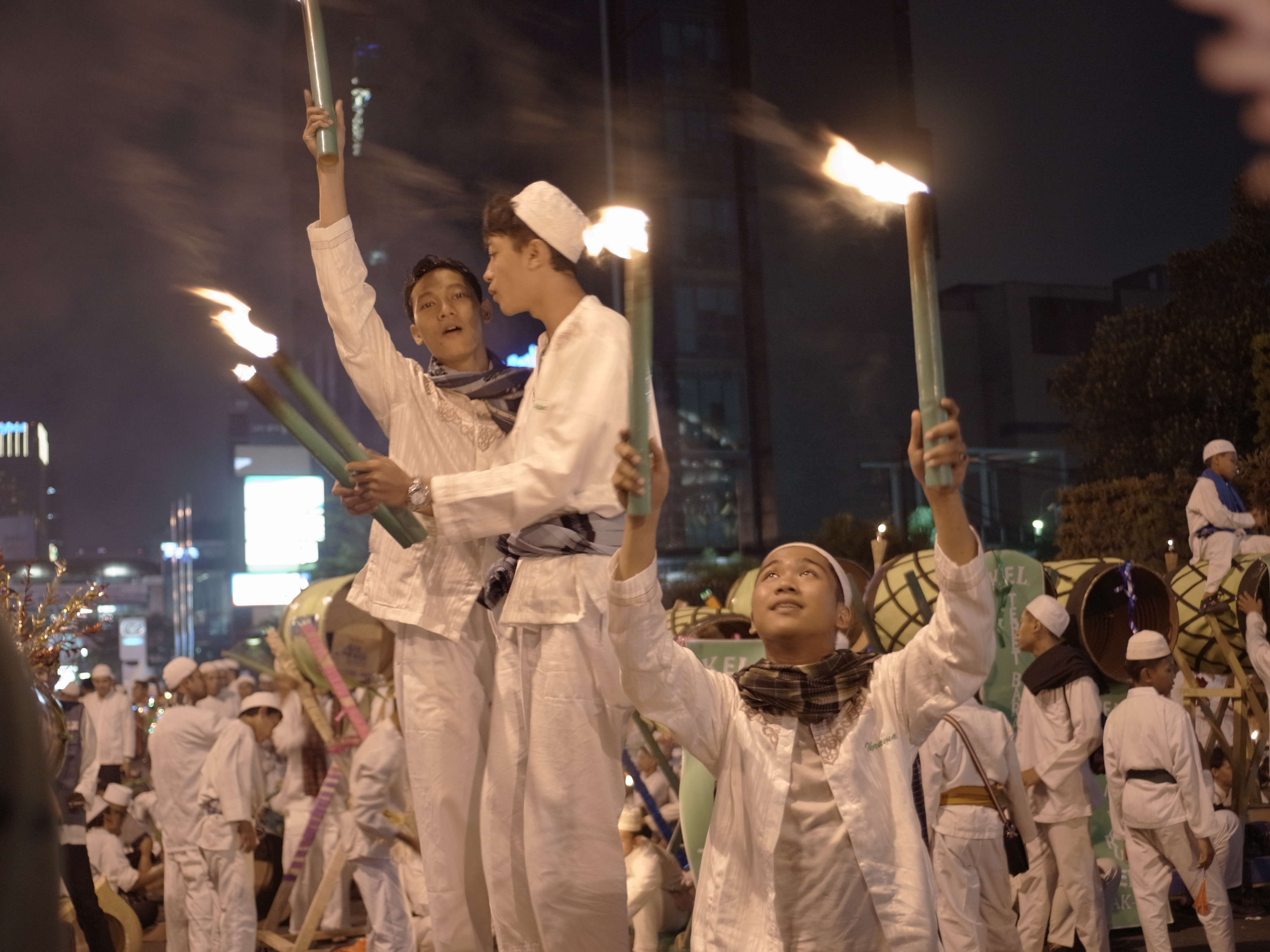
در جاکارتا
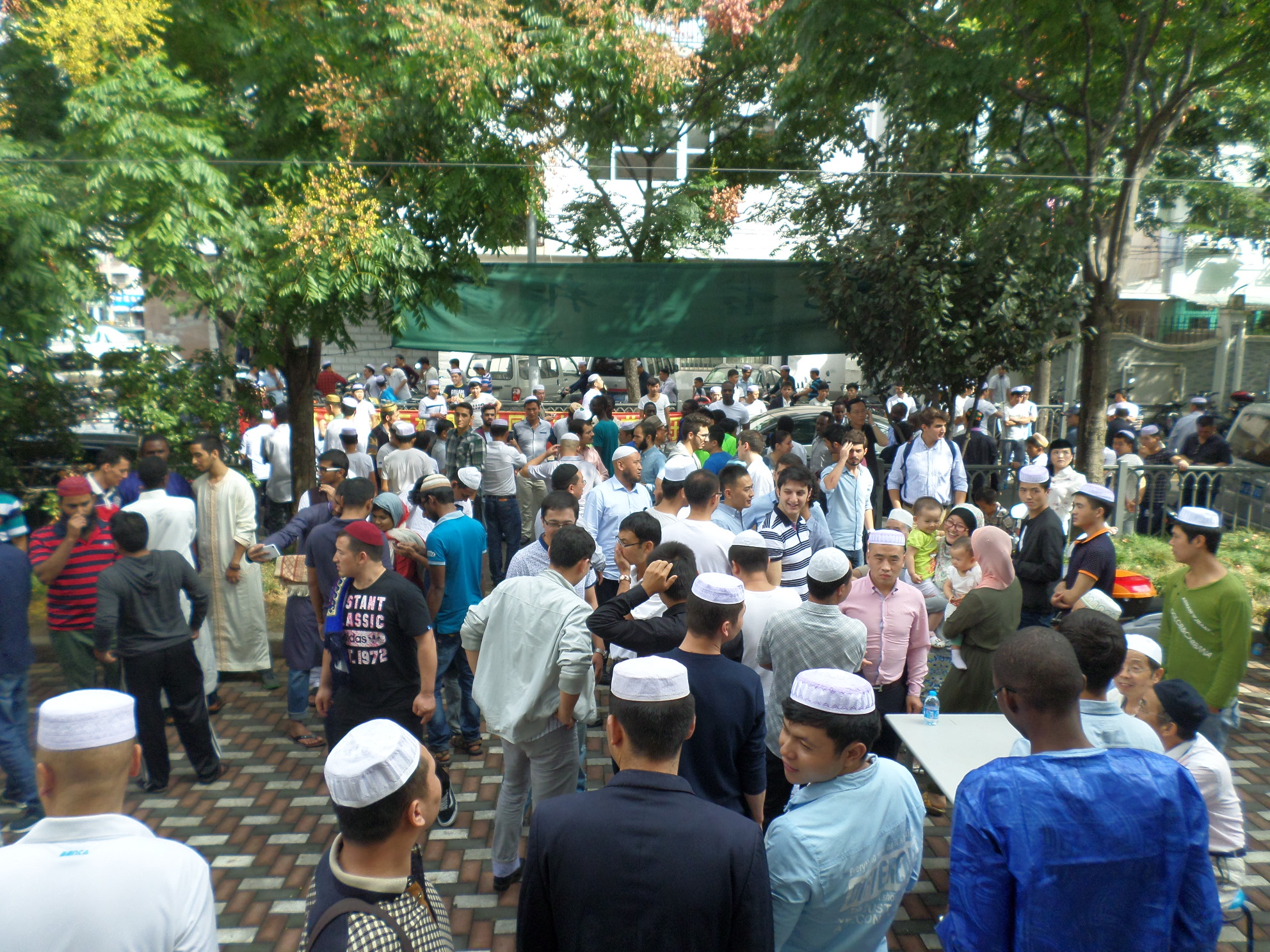
در چین